# David Piper
David Ruff Piper (* 2. Dezember 1930 in Edgware) ist ein ehemaliger britischer Automobilrennfahrer.

## Karriere

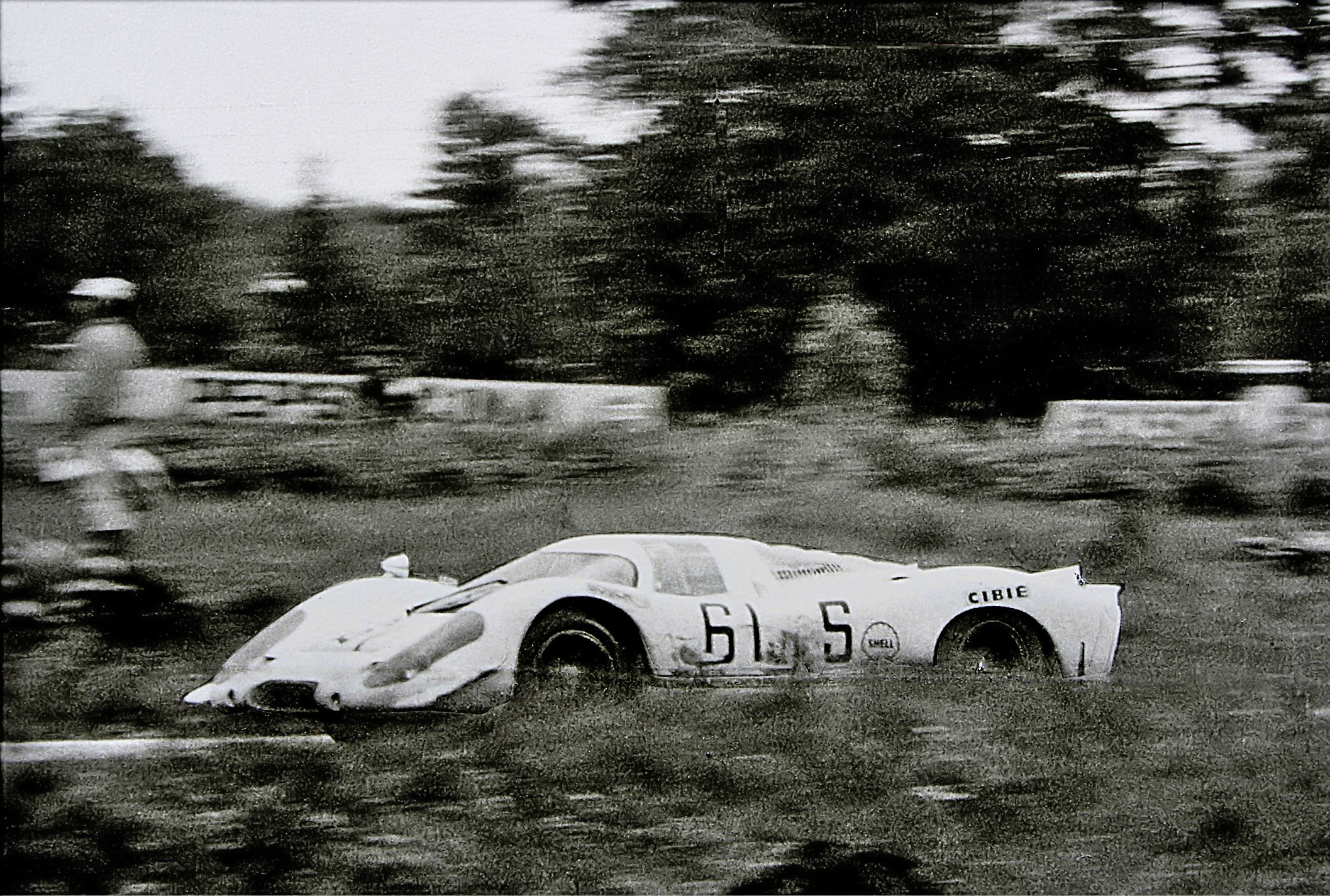
Der Porsche 917 von Piper/Gardner 1969 auf dem Nürburgring

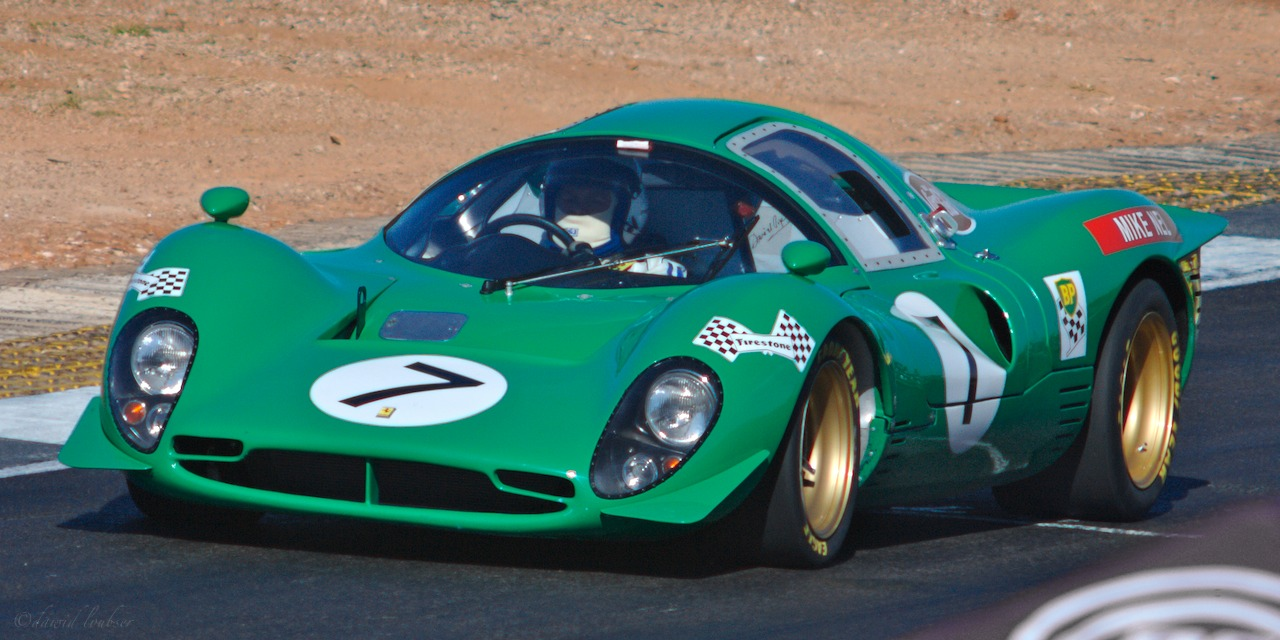
David Piper in einem Ferrari 330P4-Replika, bei einem historischen Sportwagenrennen in Südafrika 2007

David Piper fuhr in den 1960er-Jahren als Privatier eine Vielzahl an Sportwagenrennen für Ferrari. Bis ins hohe Alter nahm er an historischen Rennen teil und fuhr dort vor allem seinen Ferrari 250LM und einen Ferrari 330P4.
Seine Karriere begann Piper 1954 mit einem 750-cm³-MG, der vorher im Besitz von Dennis Poore war. Die ersten Auftritte hatte er bei Bergrennen. 1955 folgte der erste Erfolg. Piper gewann, diesmal mit einem Lotus Mk4, die Leinster Trophy in Irland. Als Copilot von Dan Margulies gab es 1956 den 21. Gesamtrang bei der Targa Florio. Als Fahrzeug diente ein Jaguar D-Type. Zwischen 1956 und 1958 tourte Piper mit einem Lotus Eleven durch Europa und machte überall dort halt, wo es gerade ein Rennen gab.
Ende der 1950er-Jahre versuchte er sich mit mäßigem Erfolg auch im Monoposto-Rennwagen. Er fuhr einige Formel-2-Rennen und gab mit einem Lotus 16 in Aintree 1959 beim Großen Preis von Großbritannien sein Debüt in der Formel 1. 1960 startete er erneut beim britischen Grand Prix, diesmal in Silverstone. Nach einem Ausfall 1959 erreichte Piper mit dem zwölften Rang seine einzige Platzierung bei einem Weltmeisterschaftslauf.
Ab den 1960er-Jahren fuhr Piper fast nur noch Sportwagenrennen. Seine privat eingesetzten Rennfahrzeuge hatten immer eine hellgrüne Lackierung, die Lieblingsfarbe von Piper. 1962 erwarb er seinen ersten Ferrari 250 GTO. Mit diesem Spitzen-GT-Fahrzeug, der Wagen hatte die Chassisnummer 3767, siegte Piper bei vielen Rennen in der GT-Klasse. 1964 wurde der GTO durch einen LM ersetzt. Am Ende des Jahres hatte Piper einen schweren Unfall in Snetterton, den er aber völlig unverletzt überstand.
Ab 1965 war Piper Werkspilot beim britischen Ferrari-Importeur Maranello Concessionaires und fuhr dessen Ferrari bei allen großen Sportwagenrennen der Welt. Immer wieder wurde er auch an die Scuderia verliehen, wenn dort Fahrermangel herrschte. So fuhr er den Werks-312P 1969 in Spa und bei den 24 Stunden von Le Mans.
Nur selten wurde Piper der italienischen Marke untreu. Als 1969 die Porsche-Werksfahrer die Fahrt mit dem neuen, gefährlichen Porsche 917 beim 1000-km-Rennen auf dem Nürburgring verweigerten, sprang Piper gemeinsam mit Frank Gardner ein. Die beiden fuhren den 4,5-Liter-Wagen auf den siebten Gesamtrang. 
Pipers Karriere endete durch eine Unachtsamkeit beim 24-Stunden-Rennen von Le Mans 1970. Er war einer der Piloten, die die Rennfahrzeuge im Film Le Mans von Steve McQueen für die Stuntszenen pilotierten. Durch eine kurze Unkonzentriertheit hatten Piper und Gijs van Lennep in ihrem 917er einen Unfall. Im Krankenhaus in Le Mans kam zum gebrochenen Bein eine Infektion hinzu, die die Ärzte zwang, Pipers rechtes Bein über dem Knie zu amputieren. Er lernte jedoch in Folge mit dem linken Fuß zu bremsen und fuhr sechs Monate später wieder Rennen.
Am 6. August 1969 erwarb Piper einen Porsche 917 mit dem Chassis 917 010 der Homologationsserie von 25 Fahrzeugen, die notwendig waren, an zukünftigen Gruppe-4-Rennen teilnehmen zu können. Er gewann mit Richard Attwood als zweiter Fahrer zum fünften Mal mit dem Wagen mit der Startnummer 9 am 8. November 1969 das 9-Stunden-Rennen von Kyalami.
Piper gehört heute zu den großen Ferrari-Enthusiasten. Er besitzt nach wie vor einen Ferrari 250LM (Chassisnummer 8165) und in seiner kleinen Werkstatt in Surrey wurden bisher drei Ferrari 330P4 als Replikas gebaut.

## Statistik

### Statistik in der Formel 1

#### Gesamtübersicht
| Saison | Team                       | Chassis    | Motor         | Rennen | Siege | Zweiter | Dritter | Poles | schn. Rennrunden | Punkte | WM-Pos. |
| ------ | -------------------------- | ---------- | ------------- | ------ | ----- | ------- | ------- | ----- | ---------------- | ------ | ------- |
| 1959   | Dorchester Service Station | Lotus 16   | Climax 1.5 L4 | 1      | −     | −       | −       | −     | −                | −      | NC      |
| 1960   | Robert Bodle Ltd.          | Cooper T51 | Climax 2.5 L4 | 1      | −     | −       | −       | −     | −                | −      | NC      |
| Gesamt | Gesamt                     | Gesamt     | Gesamt        | 2      | −     | −       | −       | −     | −                | −      |         |

#### Einzelergebnisse
| Saison | 1 | 2 | 3 | 4   | 5   | 6  | 7 | 8 | 9 | 10 |
| ------ | - | - | - | --- | --- | -- | - | - | - | -- |
| 1959   |   |   |   |     |     |    |   |   |   |    |
|        |   |   |   | DNF |     |    |   |   |   |    |
| 1960   |   |   |   |     |     |    |   |   |   |    |
|        |   |   |   |     | DNS | 12 |   |   |   |    |

| Legende  | Legende            | Legende                                                          |
| Farbe    | Abkürzung          | Bedeutung                                                        |
| -------- | ------------------ | ---------------------------------------------------------------- |
| Gold     | –                  | Sieg                                                             |
| Silber   | –                  | 2. Platz                                                         |
| Bronze   | –                  | 3. Platz                                                         |
| Grün     | –                  | Platzierung in den Punkten                                       |
| Blau     | –                  | Klassifiziert außerhalb der Punkteränge                          |
| Violett  | DNF                | Rennen nicht beendet (did not finish)                            |
| Violett  | NC                 | nicht klassifiziert (not classified)                             |
| Rot      | DNQ                | nicht qualifiziert (did not qualify)                             |
| Rot      | DNPQ               | in Vorqualifikation gescheitert (did not pre-qualify)            |
| Schwarz  | DSQ                | disqualifiziert (disqualified)                                   |
| Weiß     | DNS                | nicht am Start (did not start)                                   |
| Weiß     | WD                 | zurückgezogen (withdrawn)                                        |
| Hellblau | PO                 | nur am Training teilgenommen (practiced only)                    |
| Hellblau | TD                 | Freitags-Testfahrer (test driver)                                |
| ohne     | DNP                | nicht am Training teilgenommen (did not practice)                |
| ohne     | INJ                | verletzt oder krank (injured)                                    |
| ohne     | EX                 | ausgeschlossen (excluded)                                        |
| ohne     | DNA                | nicht erschienen (did not arrive)                                |
| ohne     | C                  | Rennen abgesagt (cancelled)                                      |
| ohne     | keine WM-Teilnahme |                                                                  |
| sonstige | P/fett             | Pole-Position                                                    |
| sonstige | 1/2/3/4/5/6/7/8    | Punktplatzierung im Sprint-/Qualifikationsrennen                 |
| sonstige | SR/kursiv          | Schnellste Rennrunde                                             |
| sonstige | *                  | nicht im Ziel, aufgrund der zurückgelegten Distanz aber gewertet |
| sonstige | ()                 | Streichresultate                                                 |
| sonstige | unterstrichen      | Führender in der Gesamtwertung                                   |

### Le-Mans-Ergebnisse
| Jahr | Team                             | Fahrzeug           | Teamkollege     | Platzierung | Ausfallgrund    |
| ---- | -------------------------------- | ------------------ | --------------- | ----------- | --------------- |
| 1963 | North American Racing Team       | Ferrari 250 GTO LM | Masten Gregory  | Rang 6      |                 |
| 1964 | North American Racing Team       | Ferrari 250LM      | Jochen Rindt    | Ausfall     | Ölpumpe         |
| 1965 | Maranello Concessionaires Ltd.   | Ferrari 365P2      | Joakim Bonnier  | Ausfall     | Zündungsschaden |
| 1966 | Maranello Concessionaires        | Ferrari 365P2      | Richard Attwood | Ausfall     | Wasserpumpe     |
| 1967 | John Wyer Automotive Engineering | Mirage M1          | Dick Thompson   | Ausfall     | Motorschaden    |
| 1968 | David Piper Racing               | Ferrari 250LM      | Richard Attwood | Rang 7      |                 |
| 1969 | SpA Ferrari SEFAC                | Ferrari 312P       | Pedro Rodríguez | Ausfall     | Getriebeschaden |
| 1970 | AAW Racing with David Piper      | Porsche 917K       | Gijs van Lennep | Ausfall     | Unfall          |

### Sebring-Ergebnisse
| Jahr | Team                         | Fahrzeug           | Teamkollege     | Teamkollege  | Platzierung             | Ausfallgrund    |
| ---- | ---------------------------- | ------------------ | --------------- | ------------ | ----------------------- | --------------- |
| 1963 | David Piper                  | Ferrari 250 GTO    | Ed Cantrell     |              | Rang 14                 |                 |
| 1964 | NART                         | Ferrari 250 GTO/64 | Pedro Rodríguez | Mike Gammino | Rang 7 und Klassensieg  |                 |
| 1965 | David Piper Auto Racing Ltd. | Ferrari 250LM      | Anthony Maggs   |              | Rang 3 und Klassensieg  |                 |
| 1967 | David Piper Racing           | Ferrari 365P2/3    | Richard Attwood |              | Ausfall                 | Getriebeschaden |
| 1968 | Edward Nelson Racing         | Ford GT40          | Edward Nelson   |              | Rang 16 und Klassensieg |                 |

### Einzelergebnisse in der Sportwagen-Weltmeisterschaft
| Saison | Team                                                                                                  | Rennwagen                                                      | 1   | 2   | 3   | 4   | 5   | 6   | 7   | 8   | 9   | 10  | 11  | 12  | 13  | 14  | 15  | 16  | 17  | 18  | 19  | 20  | 21  | 22  |
| ------ | --- | -------------------------------------------------------------- | --- | --- | --- | --- | --- | --- | --- | --- | --- | --- | --- | --- | --- | --- | --- | --- | --- | --- | --- | --- | --- | --- |
| 1957   | David Piper                                                                                           | Lotus Eleven                                                   | BUA | SEB | MIM | NÜR | LEM | KRI | CAR |     |     |     |     |     |     |     |     |     |     |     |     |     |     |     |
| 1957   | David Piper                                                                                           | Lotus Eleven                                                   | 19  |     |     |     |     |     |     |     |     |     |     |     |     |     |     |     |     |     |     |     |     |     |
| 1958   | David Piper                                                                                           | Lotus Eleven                                                   | BUA | SEB | TAR | NÜR | LEM | RTT |     |     |     |     |     |     |     |     |     |     |     |     |     |     |     |     |
| 1958   | David Piper                                                                                           | Lotus Eleven                                                   | 15  |     |     |     |     |     |     |     |     |     |     |     |     |     |     |     |     |     |     |     |     |     |
| 1959   | David Piper Dorchester Service Station                                                                | Lotus 15                                                       | SEB | TAR | NÜR | LEM | RTT |     |     |     |     |     |     |     |     |     |     |     |     |     |     |     |     |     |
| 1959   | David Piper Dorchester Service Station                                                                | Lotus 15                                                       |     |     | 29  |     | DNF |     |     |     |     |     |     |     |     |     |     |     |     |     |     |     |     |     |
| 1962   | David Piper                                                                                           | Ferrari 250 GTO                                                | DAY | SEB | SEB | MAI | TAR | BER | NÜR | LEM | TAV | CCA | RTT | NÜR | BRI | BRI | PAR |     |     |     |     |     |     |     |
| 1962   | David Piper                                                                                           | Ferrari 250 GTO                                                |     |     |     |     |     |     |     | 5   |     |     |     |     |     |     |     |     |     |     |     |     |     |     |
| 1963   | David Piper North American Racing Team Fordwall Garage                                                | Ferrari 250 GTO                                                | DAY | SEB | SEB | TAR | SPA | MAI | NÜR | CON | ROS | LEM | MON | WIS | TAV | FRE | CCE | RTT | OVI | NÜR | MON | MON | TDF | BRI |
| 1963   | David Piper North American Racing Team Fordwall Garage                                                | Ferrari 250 GTO                                                | 21  |     | 14  |     | DNF |     | 6   |     |     | 6   |     |     | 9   |     |     | 5   |     |     |     | 4   |     |     |
| 1964   | David Piper North American Racing Team Maranello Concessionaires                                      | Ferrari 250 GTO Ferrari 250LM                                  | DAY | SEB | TAR | MON | SPA | CON | NÜR | ROS | LEM | REI | FRE | CCE | RTT | SIM | NÜR | MON | TDF | BRI | BRI | PAR |     |     |
| 1964   | David Piper North American Racing Team Maranello Concessionaires                                      | Ferrari 250 GTO Ferrari 250LM                                  | 2   | 7   |     |     | 4   |     | 7   |     | DNF | 4   |     |     | 2   |     |     |     | DNF |     |     | 4   |     |     |
| 1965   | North American Racing Team David Piper Maranello Concessionaires Don Moore                            | Ferrari 330P Ferrari 250LM Porsche 904 Ferrari 365P2           | DAY | SEB | BOL | MON | MON | RTT | TAR | SPA | NÜR | MUG | ROS | LEM | REI | BOZ | FRE | CCE | OVI | NÜR | BRI | BRI |     |     |
| 1965   | North American Racing Team David Piper Maranello Concessionaires Don Moore                            | Ferrari 330P Ferrari 250LM Porsche 904 Ferrari 365P2           | DNF | 3   |     |     | DNF | 3   |     | 2   | 16  | DNF |     | DNF | 4   |     |     | 2   |     |     |     |     |     |     |
| 1966   | David Piper Maranello Concessionaires                                                                 | Ferrari 250LM Ferrari Dino 206S Ferrari 365P2                  | DAY | SEB | MON | TAR | SPA | NÜR | LEM | MUG | CCE | HOK | SIM | NÜR | ZEL |     |     |     |     |     |     |     |     |     |
| 1966   | David Piper Maranello Concessionaires                                                                 | Ferrari 250LM Ferrari Dino 206S Ferrari 365P2                  | 15  |     | 13  |     | DNF | DNF | DNF |     |     |     |     |     | DNF |     |     |     |     |     |     |     |     |     |
| 1967   | David Piper J. W. Automotive Engineering Maranello Concessionaires                                    | Ferrari 365P2 Mirage M1 Porsche 906 Ferrari 412P Ferrari 250LM | DAY | SEB | MON | SPA | TAR | NÜR | LEM | HOK | MUG | BRH | CCE | ZEL | OVI | NÜR |     |     |     |     |     |     |     |     |
| 1967   | David Piper J. W. Automotive Engineering Maranello Concessionaires                                    | Ferrari 365P2 Mirage M1 Porsche 906 Ferrari 412P Ferrari 250LM | DNF | DNF | 9   | DNF |     |     | DNF |     | DNF | 7   |     | 4   |     |     |     |     |     |     |     |     |     |     |
| 1968   | North American Racing Team Edward Nelson Racing Strathaven Paul Vestey John Woolfe Racing David Piper | Ferrari 250LM Ford GT40 Chevron B12                            | DAY | SEB | BRH | MON | TAR | NÜR | SPA | WAT | ZEL | LEM |     |     |     |     |     |     |     |     |     |     |     |     |
| 1968   | North American Racing Team Edward Nelson Racing Strathaven Paul Vestey John Woolfe Racing David Piper | Ferrari 250LM Ford GT40 Chevron B12                            | DNF | 16  | 11  | DNF | DNF | 17  | DNF | DNF |     | 7   |     |     |     |     |     |     |     |     |     |     |     |     |
| 1969   | David Piper Scuderia Ferrari Porsche                                                                  | Lola T70 Ferrari 312P Porsche 917                              | DAY | SEB | BRH | MON | TAR | SPA | NÜR | LEM | WAT | ZEL |     |     |     |     |     |     |     |     |     |     |     |     |
| 1969   | David Piper Scuderia Ferrari Porsche                                                                  | Lola T70 Ferrari 312P Porsche 917                              |     |     | 17  | DNF |     | 2   | 8   | DNF |     | DNF |     |     |     |     |     |     |     |     |     |     |     |     |
| 1970   | North American Racing Team David Piper AAW Racing                                                     | Ferrari 312P Porsche 917                                       | DAY | SEB | BRH | MON | TAR | SPA | NÜR | LEM | WAT | ZEL |     |     |     |     |     |     |     |     |     |     |     |     |
| 1970   | North American Racing Team David Piper AAW Racing                                                     | Ferrari 312P Porsche 917                                       | 5   |     |     | DNF |     |     |     | DNF |     |     |     |     |     |     |     |     |     |     |     |     |     |     |